# Giám sát dịch bệnh
Giám sát dịch bệnh là một thực hành dịch tễ học theo đó sự lan truyền bệnh tật được theo dõi để thiết lập các mô hình tiến triển. Vai trò chính của giám sát dịch bệnh là dự đoán, quan sát theo dõi và giảm thiểu tối đa các tổn thất do dịch bệnh, đại dịch và các tình huống đại dịch gây ra, cũng như nâng cao kiến thức về những yếu tố góp phần vào những hoàn cảnh như vậy. Một phần quan trọng của giám sát dịch bệnh hiện đại là việc thực hành báo cáo ca bệnh.
Ngày nay, báo cáo tỷ lệ mắc của dịch bệnh đã được chuyển đổi từ việc lưu trữ hồ sơ thủ công sang giao tiếp internet tức thì trên toàn thế giới.
Số ca bệnh có thể được thu thập từ các bệnh viện - với hy vọng sẽ thấy hầu hết các trường hợp xảy ra - được tham chiếu và cuối cùng công bố. Với sự ra đời của công nghệ truyền thông hiện đại, dẫn đến sự thay đổi chóng mặt. Các tổ chức như Tổ chức Y tế Thế giới (WHO) và Trung tâm Kiểm soát và Phòng ngừa Dịch bệnh (CDC) giờ đây có thể báo cáo các trường hợp và tử vong do các bệnh quan trọng trong vòng vài ngày - đôi khi trong vòng vài giờ - của những trường hợp xảy ra. Hơn nữa, do áp lực lớn phải công khai nên các thông tin cần sẵn có một cách nhanh chóng và chính xác.